# آویا بی‌اچ-۱۹
آویا بی‌اچ-۱۹ (به انگلیسی: Avia_BH-19) یک هواگرد ملخ‌پیشین تک‌موتوره از نوع جنگنده ساخت شرکت Avia است. هواگرد آویا بی‌اچ-۱۹ نخستین پروازش را در ۱۹۲۴ میلادی انجام داد. در مجموع، تعداد ۲ فروند از این هواگرد ساخته شده‌است.
طراح این هواگرد، Pavel Beneš and Miroslav Hajn بود.